# جورج آپن
جورج آپن (انگلیسی: George Oppen; ۲۴ آوریل ۱۹۰۸ – ۷ ژوئیهٔ ۱۹۸۴) شاعر، نویسنده، و نجار اهل ایالات متحده آمریکا بود. او از اعضای گروه شاعران آبجکتیویست بود. او در دههٔ ۳۰ میلادی شعر را برای پیگیری فعالیت سیاسی رها کرد و در سال ۱۹۵۰ برای اجتناب از کمیته فعالیت‌های ضدآمریکایی مجلس به مکزیک رفت. او در سال ۱۹۵۸ به شعر -و به ایالات متحده- برگشت و در سال ۱۹۵۸ برندهٔ جایزهٔ شعر پولیتزر شد.